# Димитрий Кидон
Димитрий Кидон (греч. Δημήτριος Κυδώνης; 1324—1398) — учёный грек XIV века, латинист, родом из Фессалоник; был близким другом и советником императора Иоанна Кантакузина. Брат Прохора Кидона.
После низвержения императора с престола Димитрий отправился в Италию, где пробыл более 10 лет, и занялся в Венеции изучением западной литературы, особенно сочинений Фомы Аквинского, под влиянием которых выступил поборником унии с Римом. Впоследствии он опять переселился на Восток и жил преимущественно на острове Крит, в городе Кидонии, откуда, вероятно, произошло его прозвание. Из его многочисленных сочинений большая часть остается в рукописях. Напечатаны его сочинения: «Против заблуждении Григория Паламы» (Рим, 1630), «Об исхождении Св. Духа», переводы «Summa» Фомы Аквинского, сочинений Ансельма об исхождении Св. Духа и об опресноках и др. Собрание его произведений у Миня, в «Patrologia Graeca», тт. 151 и 154.
Это был яростный противник паламизма, отлученный патриархом Филофеем Коккином от греческой церкви за сочинение, в котором он опровергал идеи Паламы посредством приемов западных богословов. Среди итальянских гуманистов, с которыми он вел переписку, — Франческо Гаттелузи, Поджо Браччолини, Бартоломео де Монтепульчано, Агапито Ченчи. Был одним из первых, от кого итальянские гуманисты получали сведения о греческой литературе.